# Zwölf Tierkreisfiguren aus Ton aus einem tangzeitlichen Grab in Xi’an
Die Zwölf Tierkreisfiguren aus Ton aus einem tangzeitlichen Grab in Xi’an (十二生肖陶俑 shí'èr shēngxiào táoyóng, „Zwölf Tierkreis-Tonfiguren“) aus der Zeit der Tang-Dynastie aus einem Grab eines Mitglieds der mittleren Tang-Aristokratie in Hansenzhai 韩森寨 in Xi’an in der chinesischen Provinz Shaanxi stellen einen Satz der zwölf Zodiak-Tiere dar, die den Zwölf Erdzweigen entsprechen. Sie stammen aus dem 8. Jahrhundert und wurden 1955 ausgegraben.
Es sind tönerne Tierkreisfiguren. Die auf einem Pedestal stehenden, in Gewänder gekleideten Figuren haben einen Menschenkörper und einen Tierkopf. Ihre Höhe beträgt zwischen 36,5 und 42,5 cm.
In der Zeit der Tang-Dynastie waren die Zodiaktiere – auch als Grabfiguren – sehr beliebt.